# (2143) Jimarnold
(2143) Jimarnold (1973 SA) – planetoida z pasa głównego asteroid okrążająca Słońce w ciągu 3,45 lat w średniej odległości 2,28 au. Odkryta 26 września 1973 roku.